# تلویزیون جوان
تلویزیون جوان کانال تلویزیونی خصوصی در افغانستان است.

## برنامه‌ها

### نمایش‌های تلویزیونی
- فرار از زندان
- گل سیاه
- عروس خوردسال
- قصه عشق
- سرنوشت